# Andrea Guatelli
Andrea Guatelli (* 5. Mai 1984 in Parma) ist ein italienischer Fußballspieler. Er spielt auf der Position des Torwarts.

## Karriere
Der ehemalige Junioren-Nationaltorhüter Italiens kam im Jahr 2006 aus England von Oxford United nach Zürich und wurde zunächst in der U-21-Mannschaft eingesetzt. Während der Hinrunde und Teile der Rückrunde der Super League Saison 2010/11 war Guatelli beim FC Zürich Stammspieler, nachdem er den bisherigen Stammtorwart Johnny Leoni verdrängen konnte. Danach wurde «Ciccio», wie er beim FCZ mit Spitznamen genannt wurde, aufgrund eines zu langen Restaurantbesuchs zum Ersatztorhüter degradiert. In der Saison 2011/12 war Guatelli der Mann für die Spiele im Wettbewerb des Schweizer Cup. Außerdem kam er im Spiel der UEFA Europa League vom 20. Oktober 2011 gegen die Mannschaft von Lazio Rom zum Einsatz und avancierte zum Matchwinner.
Von Anfang 2013 bis im Sommer 2017 war Guatelli beim FC Chiasso in der Challenge League engagiert, bei dem er während der ganzen Zeit als Stammgoalie im Einsatz war. Seither ist Guatelli vereinslos und hält sich beim Training für vertragslose Spieler der Schweizer Spielergewerkschaft (SAFP) in Dietikon fit.

## Erfolge
- Schweizer Meister 2007 und 2009 mit dem FC Zürich